# Ямабусі

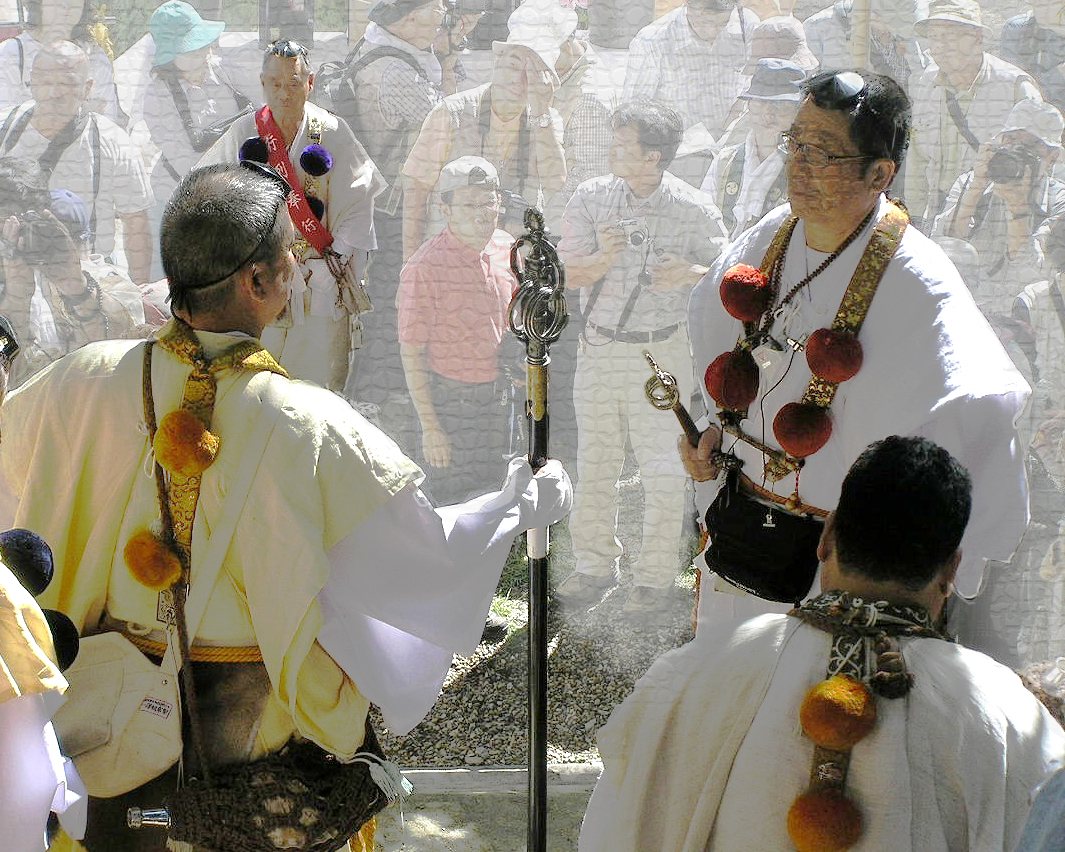
Сьогоднішній Ямабусі

Ямабусі (яп. 山 伏, букв. «Той, хто ховається в горах»: 山 — гора, 伏 — переховуватися) — гірські відлюдники в Стародавній Японії, в основному представники буддійських шкіл сінгон і тендай, що сформували вільне співтовариство, спочатку слабо пов'язане з буддійськими святилищами і монастирями. Спільне прочитання даних ієрогліфів читається також як воїн-священик. Початковий сенс назви був саме такий.

## Історія
Синтоїзм шанував гори як священне місце, де живуть камі і куди відходять душі мертвих. Щоб зайти в подібне святе місце, людина повинна досить «очиститися». Тому прості смертні не сміли наближатися до цих місць. Як засіб для досягнення необхідної чистоти, шанувалися буддійська і даоська магія. Все це породило особливий вид гірських відлюдників, званих «ямабусі». Поєднуючи синтоїстське вірування з буддійськими і даоськими практиками, вони стали виконувати роль божественних листонош. Якщо хтось хотів звернутися до камі, він міг передати свою благання ямабусі, а той піднімався в гори і зачитував благання до камі. Однак, представники влади прагнули самі контролювати дану ідеологічну сферу, тому не визнавали статусу ямабусі і піддавали їх гонінням. Наприкінці періоду Нара в гори стали йти і офіційні монахи, незадоволені корупцією серед буддистів і їх надмірним втручанням в державні справи. Їх стали називати святими мудрецями (хідзірі). Серед них були і засновники двох перших буддійських шкіл Японії, тендай і сінгон.
Такі аскети були відомі в Японії під різними іменами: Кендзі (яп. 賢者, «мудрець»), сюгендзя (яп. 修 験 者, «гірський відлюдник»). Вони славилися своїми магічними вміннями, шанувалися як лікарі і медіуми (яп. 神 子, міко, «волхв»). Як вже було зазначено, багато з ямабусі були адептами школи сінгон — однієї з гілок буддизму Ваджраяни, відповідно до догматів якої Пробудження можна знайти через відлюдництво, самоспоглядання, вивчення природи і споглядання мандали. Школи сінгон і тендай однаковою мірою розглядали гори як ідеальне місце для відлюдництва і споглядання природи.

## Бойові мистецтва
Однак у своїх гірських притулках монахи-ямабусі займалися не тільки спогляданням. Вони також вивчали ряд бойових мистецтв, що спочатку було викликано необхідністю захисту від гірських розбійників. Згодом ямабусі застосовували свою майстерність, беручи участь в битвах дайме. Все це принесло ямабусі славу чудових воїнів.
Зважаючи на зрослу репутацію ямабусі як духовних вчителів і хорошу організацію їх братства, багато духовних проводирів-ямабусі стали отримувати високі духовні чини в палацовій ієрархії, що, в свою чергу, посилило їх політичний вплив.
В період Нанбоку-те ямабусі почали організовуватися в особливі загони, керовані з головних монастирів шкіл буддизму, до яких належали воїни-відлюдники. Вони допомагали імператору Го Дайго в його спробах повалити правління сьогунату Камакура, показавши при цьому бойову виучку, здатну протистояти професійній армії самураїв.
В період Сенгоку ямабусі були присутні серед радників при дворах і арміях практично всіх можновладних японських правителів. Деякі з них приєдналися до Такеда Сінген, щоб допомогти Оді Нобунага в боротьбі проти Уесуги Кенсін в 1568 році, тоді як інші, включаючи настоятеля Сессаі Тьоро, були радниками при дворі Токугава Іеясу. Багато билися проти Нобунага, який, розбивши ямабусі, поклав кінець часам ченців-воїнів.
Ямабусі, як і було прийнято для навчених воїнів того часу, чудово володіли луками і мечами, віддаючи, проте, перевагу нагінаті.
Вважається також, що ямабусі практикували ніндзюцу, і взагалі мали досить тісні стосунки з ніндзя, яких навіть наймали для виконання особливих доручень.